# Port lotniczy Misrata
Port lotniczy Misrata (IATA: MRA) – regionalny port lotniczy położony w Misracie, w Libii.

## Linie lotnicze i połączenia
| Linia Lotnicza    | Kierunek                                                   |
| ----------------- | ---------------------------------------------------------- |
| Afriqiyah Airways | 1. Kair 2. Stambuł 3. Safakis 4. Tunis Sezonowo: 1. Dżudda |
| Berniq Airways    | 1. Aleksandria 2. Bengazi 3. Tunis 4. Kair                 |
| EgyptAir          | 1. Kair                                                    |
| Global Air        | 1. Bengazi                                                 |
| Fly Oya           | Sezonowo: 1. Dżudda                                        |
| Libyan Airlines   | 1. Safakis 2. Tunis                                        |
| Libyan Wings      | 1. Stambuł 2. Tunis                                        |
| MedSky Airways    | 1. Stambuł 2. Malta Sezonowo: 1. Dżudda                    |